# Beyond the Planets
Beyond the Planets is een studioalbum dat Rick Wakeman samen opnam met Kevin Peek. Het is een voorbeeld dat een muziekalbum van drie gerenommeerde musici niet hoeft te leiden tot een album met goede muziek. Kevin Peek was destijds bekend van Sky, een band waar Wakeman in Australië mee toerde, Wakeman was bekend als solo- en Yes-musicus en Jeff Wayne leverde aanvullende muziek. Ze speelden daarbij geen zelfgecomponeerde muziek (behalve die van Wayne) maar speelden een interpretatie van Gustav Holsts The Planets. Bijna alle muziek is aan synthesizers onttrokken, behalve de gitaar en drums. Het album is opgenomen in Perth (Australië).

## Musici
- Rick Wakeman – toetsinstrumenten op Venus, Saturn, Neptune en Beyond
- Kevin Peek – toetsinstrumenten andere tracks, gitaar
- Trevor Spencer – slagwerk
- Patrick Allen / stem

## Tracklist
| Nr. | Titel                         | Duur |
| --- | ----------------------------- | ---- |
| 1.  | Waves (muziek van Jeff Wayne) |      |
| 2.  | The journey (Patrick Allen)   |      |
| 3.  | Mars                          |      |
| 4.  | Venus                         |      |
| 5.  | Mercury                       |      |
| 6.  | Jupiter                       |      |
| 7.  | Circles                       |      |
| 8.  | Saturn                        |      |
| 9.  | Uranus                        |      |
| 10. | Neptune                       |      |
| 11. | The heaven reply              |      |
| 12. | Patrick Allen                 |      |
| 13. | Beyond (Wakeman)              |      |

Het album komt niet voor in de lijst op Wakemans website

## Bron
Jaar van uitgifte:
- Discogs
- Rate Your Music Telstarlijst